# Gunnar Molin
Erik Gunnar Nikolaus Molin, född 30 juli 1883 i Alnö församling, Västernorrlands län, död 13 november 1972, var en svensk ingenjör.
Molin, som var son till disponent August Molin och Martha Sundström, var efter avgångsexamen vid Kungliga Tekniska högskolan 1906 ingenjör vid Höganäs-Billesholm AB 1906–1908, vid AB Saltsjökvarn såsom laboratorieföreståndare 1908–1919, såsom teknisk chef från 1919 och vice verkställande direktör från 1933. Han var ledamot av Kungliga Ingenjörsvetenskapsakademien och Kungliga Lantbruksakademien. Han ligger begravd på Norra begravningsplatsen i Stockholm.